# فریدون نعیمی اکبر
فریدون نعیمی اکبر وکیل دعاوی و نماینده بندر پهلوی در دوره بیستم مجلس شورای ملی بود.
او فرزند حسن خان عمیدالسلطان (از زعمای گیلان در عصر مشروطیت و عضو کمیته سری ستار) بود. برادر توأمان او به نامانوشیروان نعیمی اکبر از کارمندان عالی رتبه و از مدیران کل آموزش و پرورش در دورهٔ پهلوی بود.
نعیمی از دانش آموختگان رشته قضائی دانشکده حقوق و علوم سیاسی و اقتصادی دانشگاه تهران بود.